# Томаз Белучи
Томаз Белучи (порт. Thomaz Bellucci; Тијете, 30. децембар 1987) је бразилски тенисер који је свој најбољи пласман у синглу достигао 26. јула 2010. када је заузимао 21. место на АТП листи.

## Биографија
Белучи је први АТП турнир освојио 2009. године у швајцарском граду Гштаду. Највећи успех на гренд слем турнирима остварио је 2010. године пласманом у четврто коло Ролан Гароса.

## Стил игре
Белучи, који је леворук, јако користи топспин на свом форхенду. Сервис му није претерано снажан, али је технички врло дотеран. Игра дворучни бекхенд. Омиљена подлога му је шљака као и већини јужноамеричких тенисера.

## АТП финала

### Појединачно: 8 (4:4)
| Легенда                        |
| ------------------------------ |
| Гренд слем турнири (0:0)       |
| Завршно првенство сезоне (0:0) |
| АТП мастерс 1000 (0:0)         |
| АТП 500 (0:0)                  |
| АТП 250 (4:4)                  |

| Финала по подлози |
| ----------------- |
| Тврда (0:1)       |
| Шљака (4:3)       |
| Трава (0:0)       |

| Финала по локацији |
| ------------------ |
| Отворено (4:3)     |
| Дворана (0:1)      |

| Исход     | Бр. | Датум             | Турнир                | Подлога   | Противник        | Резултат           |
| --------- | --- | ----------------- | --------------------- | --------- | ---------------- | ------------------ |
| Финалиста | 1.  | 15. фебруар 2009. | Сао Пауло, Бразил     | Шљака     | Томи Робредо     | 3:6, 6:3, 4:6      |
| Победник  | 1.  | 2. август 2009.   | Гштад, Швајцарска     | Шљака     | Андреас Бек      | 6:4, 7:6(7:2)      |
| Победник  | 2.  | 8. фебруар 2010.  | Сантјаго, Чиле        | Шљака     | Хуан Монако      | 6:2, 0:6, 6:4      |
| Победник  | 3.  | 22. јул 2012.     | Гштад, Швајцарска (2) | Шљака     | Јанко Типсаревић | 6:7(6:8), 6:4, 6:2 |
| Финалиста | 2.  | 21. октобар 2012. | Москва, Русија        | Тврда (д) | Андреас Сепи     | 6:3, 6:7(3:7), 3:6 |
| Победник  | 4.  | 23. мај 2015.     | Женева, Швајцарска    | Шљака     | Жоао Соуза       | 7:6(7:4), 6:4      |
| Финалиста | 3.  | 7. фебруар 2016.  | Кито, Еквадор         | Шљака     | Виктор Е. Бургос | 6:4, 6:7(5:7), 2:6 |
| Финалиста | 4.  | 16. април 2017.   | Хјустон, САД          | Шљака     | Стив Џонсон      | 4:6, 6:4, 6:7(5:7) |

### Парови: 3 (1:2)
| Легенда                        |
| ------------------------------ |
| Гренд слем турнири (0:0)       |
| Завршно првенство сезоне (0:0) |
| АТП мастерс 1000 (0:0)         |
| АТП 500 (0:1)                  |
| АТП 250 (1:1)                  |

| Финала по подлози |
| ----------------- |
| Тврда (0:0)       |
| Шљака (1:2)       |
| Трава (0:0)       |

| Финала по локацији |
| ------------------ |
| Отворено (1:2)     |
| Дворана (0:0)      |

| Исход     | Бр. | Датум             | Турнир            | Подлога | Партнер           | Противници                     | Резултат              |
| --------- | --- | ----------------- | ----------------- | ------- | ----------------- | ------------------------------ | --------------------- |
| Победник  | 1.  | 14. јул 2013.     | Штутгарт, Немачка | Шљака   | Факундо Багнис    | Томаш Беднарек Матеуш Ковалчик | 2:6, 6:4, [11:9]      |
| Финалиста | 1.  | 6. фебруар 2016.  | Кито, Еквадор     | Шљака   | Марсело Демолинер | Пабло К. Буста Гиљермо Дуран   | 5:7, 4:6              |
| Финалиста | 2.  | 24. фебруар 2019. | Рио, Бразил       | Шљака   | Рожерио Д. Силва  | Максимо Гонзалез Николас Ђари  | 7:6(7:3), 3:6, [7:10] |